# Magadiïta
La magadiïta és un mineral de la classe dels silicats. Rep el nom del llac Magadi, a Kenya, la seva localitat tipus.

## Característiques
La magadiïta és un silicat de fórmula química Na₂Si14O29·11H₂O. Cristal·litza en el sistema monoclínic. La seva duresa a l'escala de Mohs és 2.
Segons la classificació de Nickel-Strunz, la magadiïta pertany a «09.EA: Fil·losilicats, amb xarxes senzilles de tetraedres amb 4-, 5-, (6-), i 8-enllaços» juntament amb els següents minerals: cuprorivaïta, gil·lespita, effenbergerita, wesselsita, ekanita, fluorapofil·lita-(K), hidroxiapofil·lita-(K), fluorapofil·lita-(Na), dalyita, davanita, sazhinita-(Ce), sazhinita-(La), okenita, nekoïta, cavansita, pentagonita, penkvilksita, tumchaïta, nabesita, ajoïta, zeravshanita, bussyita-(Ce) i plumbofil·lita.

## Formació i jaciments
Va ser descoberta al llac Magadi, dins el comtat de Kajiado, a Kenya. També se n'ha trobat en un altre indret a Kenya: el llac Bogoria, al comtat de Baringo. També ha estat descrita al Txad, Níger, Namíbia, Rússia, Bolívia, el Canadà i els Estats Units.